# 尹金鼎
尹金鼎（1923年11月20日—1961年11月6日），江西永新人，中華民國空軍軍官、飛行員，1961年11月6日擔任飛行官搭乘P2V-7U執行「老鷹-119」任務時，在遼寧省新金縣被高射砲擊中機身，全體機員身亡。

## 生平
尹金鼎為江西省永新縣人，生於1923年11月20日。
對日抗戰期間，尹金鼎於空軍官校十九期特班畢業後前往美國受訓，1945年返國時正好抗戰結束，曾參與過徐蚌會戰、八二三炮戰等大小戰役，赴臺後服務於嘉義、屏東等各機場。白崇禧曾在一次宴會上親自為尹金鼎剝香蕉皮作感謝。
1960年，尹金鼎奉令調到空軍總司令部情報署技術研究組，掛著少校軍階到南寮基地報到。當時他二十六期的學弟們已升上中校。
在1960年到1961年間，尹金鼎與蔡文韜兩少校多次擔任同架P2V-7U的飛行官，從新竹基地、韓國群山基地起飛偵查，途中若遭MIG-17、Tu-4追擊，便以投放干擾絲、低空迂迴戰術、電子干擾反制等戰術逃脫，還曾被解放軍高砲射擊過，更有MIG-17於追擊過程中失事，如駐興寧空9師中隊長張漢民撞山身亡、駐鞍山空1師中隊長張福禎墜海失蹤。
在1961年10月6日，尹金鼎曾擔任機長，帶領飛行官周以栗少校、柳克鑅中校等人由廣東陽江進入中國大陸，途中遭Tu-4機、MIG-17機攔截追擊。
同年11月4日，新竹第34中隊尹金鼎又跟蔡文韜等機員搭乘編號E-119的P2V-7U，從新竹基地出發，執行「老鷹-121」電子偵查任務，深入中國大陸五個省區，飛行13個小時，降落美軍在韓國的群山基地。然後同月6日晚上執行「老鷹-119」任務時，在大連城子瞳被鎖定，401團探照燈部隊和高砲部隊在此埋伏，至18點55分探照燈一起開燈，照中目標，眾高砲部隊立即開火，尹金鼎等機員無人生還。
中华人民共和国国防部高度评价此次战斗，总参谋长罗瑞卿亲赴战场慰问；解放军就近立碑埋葬P2V机组人员，便于日后亲属认领。
殉職者除尹金鼎與蔡文韜外，還有葉霖、南屏、岳昌孝、張桂圃、朱振三、陳昌文、李惠、陳昌惠、梁偉鵬、程度、周迺鵬等十三人。尹金鼎追晉為中校。中華民國軍方當時只是通報「失蹤」，三十年後才證實已全數遇難。

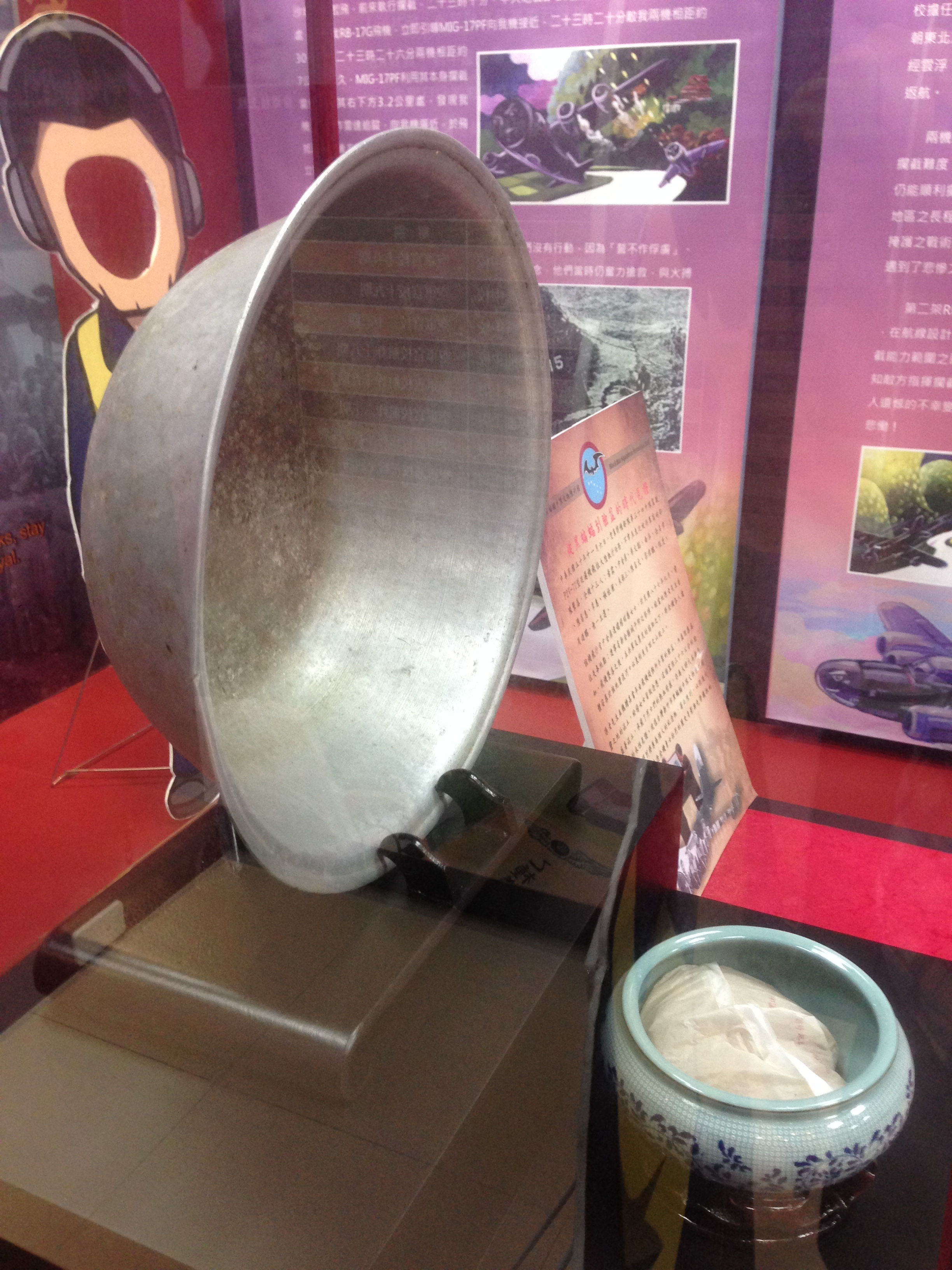
楊昭蓀於2012年所出借的臉盆與泥土。

## 身後
墜機地點的村民因為物資缺乏，便把失事飛機殘骸為材料，做成鋁臉盆。
文化大革命期間，尹金鼎等人的墳墓與石碑皆被破壞，結束後也沒有恢復，之後事發地又過整地成為玉米田，當時安葬及立碑的位置已難以分辨。
1992年，尹金鼎兒子尹之任代表美國公司到中國大陸洽公，在從北京飛往西安的飛機上讀雜誌時，發現是講他亡父當年被高砲隊擊落的事件，因此淚流滿面。接待的航天部附屬公司副總許星耀見到後，就說家父便是參加這場戰事的高砲隊隊長。
1998年，尹金鼎遺孀楊昭蓀與友人到丈夫的失事現場，也就是現在的大連市新金區碧流河口附近的山坡悼念，還挖當地泥土帶回美國。當地一位姓孫的農村老人，把自己用殘骸做成的兩個臉盆之一送給楊昭蓀。

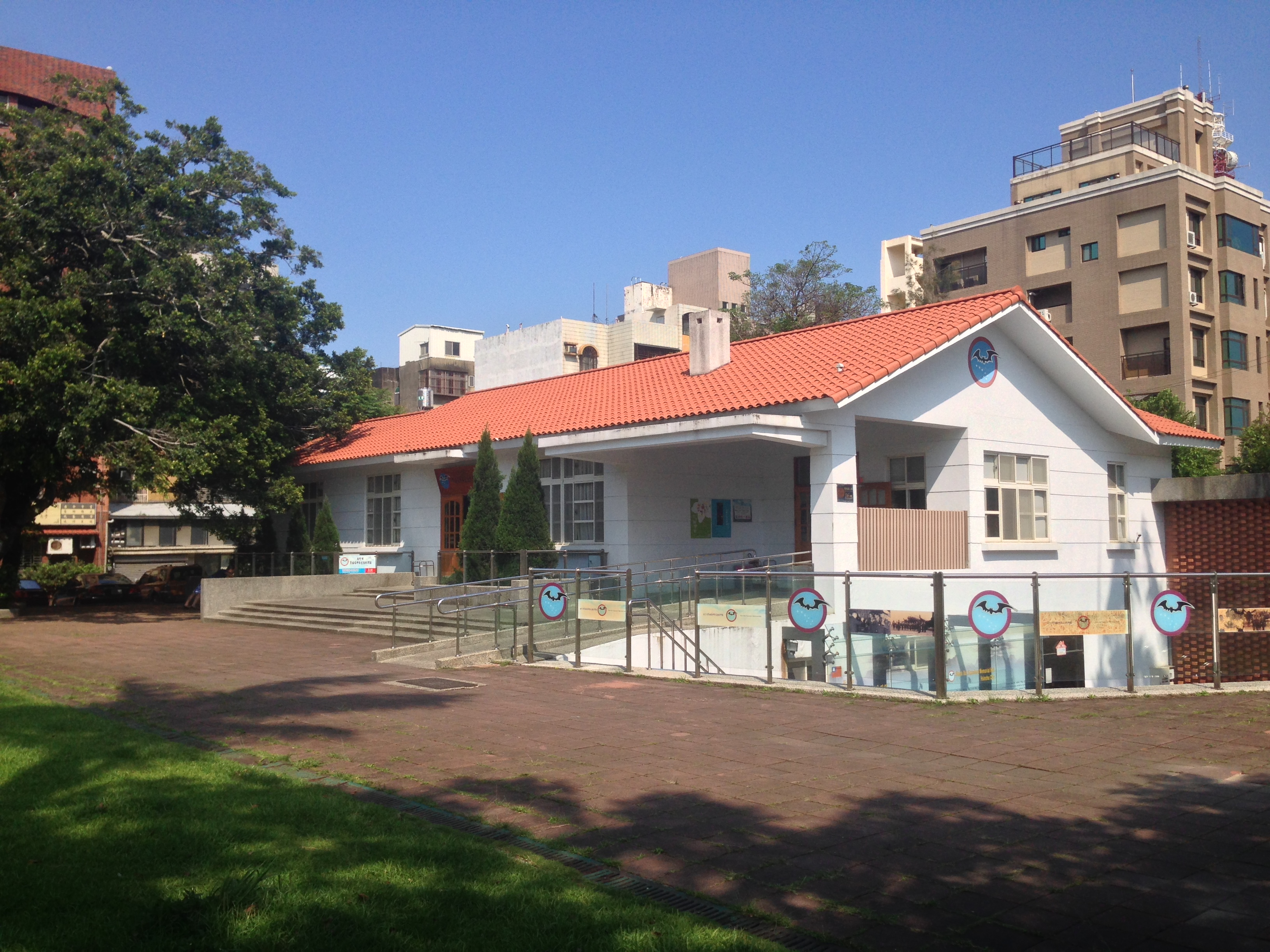
黑蝙蝠中隊文物陳列館

2012年11月22日，黑蝙蝠中隊文物陳列館展出「老鷹奮起與殞落」特展，內容為1961年「老鷹-121」與「老鷹-119」任務事蹟，並邀請楊昭蓀及長子尹之任等人出席。
楊昭蓀展出當日出借給館方當時老人所贈的臉盆與她在當地挖的一把土，說：「這個臉盆見證了十三位空軍官兵的壯烈犧牲，也是唯一留下的歷史證物。回歸塵土，入土為安，俱往矣，對與錯，就留待歷史評價吧！」